# Heinz Kern
Heinz Kern (* 2. Oktober 1939 in Graz; † 15. September 1972 ebenda) war ein österreichischer Tanzmeister und Tanzlehrer, welcher unter anderem den Weltcup im lateinamerikanischen tanzen gewann. Er war mehrfach Österreichischer Staatsmeister.
Größere Bekanntheit erlangte er im Jahr 1972, als er von einer bis heute unbekannten Person vergiftet wurde.

## Leben und Privates
Heinz Kern wurde im Jahr 1939 in Graz als ältester von vier Söhnen geboren. Die Mutter von Heinz betrieb einen Krämerladen. In seiner Jugend fing er an, unter anderem lateinamerikanisch zu tanzen. Im Alter von 21 Jahren lernte er seine damals 16-jährige Tanzpartnerin und spätere Ehefrau Helga Theissl kennen. Die beiden waren mehrfach Staatsmeister in Europa, einmal mitteleuropäischer Meister, ehe de beiden im Jahr 1969 den Weltcup im lateinamerikanischen tanzen gewannen. Daraufhin beendeten die beiden ihre Karriere, nach dem Motto "Auhören, wenn es am Schönsten ist".
Nach Beendigung ihrer Tanzkarriere, begannen die beiden, im Jahr 1969/1970 eine eigene Tanzschule (Tanzschule Kern, heute Tanzschule Kern-Theissl Gabalier) zu eröffnen. Zwei Jahre später, in der Nacht vom 14. September auf den 15. September 1972, starb Heinz Kern durch den Giftstoff Arsenik, welches einem Paket mit Lebensmittel versetzt worden war.
Seine Ehefrau war zum Zeitpunkt seines Todes im zweiten Monat schwanger.
Heinz Kern lebte mit seiner Ehefrau in der Quergasse 5 in Graz-Lend, einer Seitenstraße von der Annenstraße, unweit vom Grazer Hauptbahnhof.

## Mord an Heinz Kern
Am 14. September 1972, bekam die Familie Kern ein Paket mit Lebensmitteln von der Post eines ihnen unbekannten Empfängers geliefert, was damals nicht ungewöhnlich war. Im Paket war unter anderem ein Fleischaufstrich (steirisch "verhackertes" oder "Verhackert"), eine Stelze, sowie drei Dosen Bier. Am selben Abend aß Heinz Kern unter anderem vom Verhackerten, welches mit dem Giftstoff Arsenik versehen war. Am nächsten Morgen wachte Heinz Kern mit Vergiftungssymptomen auf und übergab sich. Er wurde ins Landeskrankenhaus in Graz-St. Leonhard eingeliefert, wo die dortigen Ärzte von einer Lebensmittelvergiftung ausgingen. Kurze Zeit später starb Heinz Kern durch das Gift im Krankenhaus. Erst in der späteren Leichenschau wurde der Giftstoff im Körper entdeckt und die Ermittlung wurden aufgenommen.
Das Paket war von zwei verschiedenen Absendern adressiert, welche aus Schladming oder der Ramsau stammen. Beide Absender und deren Adressen sind jedoch fiktiv und frei erfunden gewesen, was später ermittelt wurde.
Das Paket wurde am Vortag (13. September 1972) am frühen Nachmittag im Postamt beim Grazer Hauptbahnhof abgegeben. Der damalige Wohnsitz der Familie Kern befand sich in der Quergasse 5, einem Mehrparteienhaus in Graz-Lend, knapp 500 m Luftlinie vom Abgabeort entfernt, weshalb das Paket der Mitarbeiterin der Post suspekt erschien. Der Täter konnte bis heute nicht identifiziert werden.